# Maas-Rijn-IJsselvee

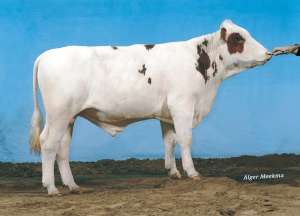
MRIJ-fokstier

Maas-Rijn-IJsselvee (MRIJ) is een rundveeras.

## Gebruik
MRIJ-runderen zijn dubbeldoel dieren, waarbij ze in vergelijking met Fries-Hollandse dieren iets meer neigen richting vleesproductie dan melkproductie. Wel zijn de vet- en eiwitgehaltes iets hoger dan bij Fries-Hollandse koeien. Het ras heeft goede eigenschappen qua duurzaamheid, vruchtbaarheid, benen en levensduur.
De melkproductie bedraagt gemiddeld per lactatie 7300 kg melk met 4,48 % vet en 3,73 % eiwit.

## Uiterlijk
In vergelijking met de Fries-Hollandse koe is de MRIJ-koe iets zwaarder gebouwd. De rode vlekken zijn grillig gevormd en groot in aantal. Door veelvuldig gebruik van de stier Prins zijn veel koeien met veel wit en licht rode vlekken.
De koeien hebben een gemiddelde kruishoogte van 135 cm en wegen gemiddeld 600 kg.

## Achtergrond
De MRIJ komt, zoals de naam al zegt, langs de grote rivieren (Maas, Rijn en IJssel) voor. Vandaar de naam Maas-Rijn-IJsselvee (MRIJ). Het zijn koeien die voornamelijk op de arme zandgronden in het oosten en zuiden van Nederland worden gehouden.
De oorspronkelijke roodbonte dieren in het oosten en zuiden van het land werden in de 18e eeuw getroffen door de veepest. Om de veestapel weer aan te vullen werd het zo genaamde Munstervee vanuit Duitsland ingevoerd. Dit Munstervee werd gepaard met de overgebleven dieren in het oosten en zuiden van Nederland
Het ras is sinds 1874 geregistreerd in het Nederlands Rundvee Syndicaat en als ras erkend sinds 1905. In de zeventiger jaren van de 20e eeuw bestond ongeveer 25% van de veestapel in Nederland uit MRIJ. Ook dit ras is niet ontkomen aan kruisingen met Red Holstein. Een aantal veehouders bleef echter fokken met de oorspronkelijke MRIJ.

## Zeldzaamheid
In 2020 waren er 9677 volwassen vrouwelijke dieren (≥ 2 jaar). De inteelttoename per generatie is 0,5 – 1%.
Volgens de normen van de FAO was het ras in 2020 dalend; door de fosfaatproblematiek zijn veel dieren geruimd. In 2020 naderde het aantal zuivere MRIJ-koeien de 6000 en dit betekent dat ze zeldzaam worden.